# Copobathra
Copobathra là một chi bướm đêm thuộc họ Lyonetiidae.

## Các loài
- Copobathra menodora Meyrick, 1911